# Гугъл Земя
Гугъл Земя (на английски: Google Earth; с начално название Earth Viewer 3D) е софтуерна програма за географска информация с променлива резолюция, проектираща се върху виртуален глобус. Тя е създадена от компанията Keyhole, Inc. и е придобита през 2004 г. от Гугъл. Географската информация е съвкупност от сателитни и аеро снимки, както и 3D ГИС. Разпространява се под три различни лиценза: безплатна Гугъл Земя с ограничена функционалност, Google Earth Plus (със спряна поддръжка) и Google Earth Pro (400 щ.д.) за комерсиална употреба. Програмата работи под Windows, macOS и Linux, както и на браузърите Chrome, Firefox, Safari, Microsoft Edge и други. От 27 октомври 2008 г. програмата работи и на iOS.
Гугъл Земя използва Световната геодезична система от 1984 г. (WGS'84).
Гугъл Земя 5.0 поддържа 37 езика (4 от тях в два варианта). Има допълнителни опции за разглеждане на звездното небе, Луната и Марс, навигация под океана, разглеждане на обекти от миналото и много други услуги. Програмата позволява импортиране на персонална географска информация и разглеждането ѝ в различни слоеве.

## Google Earth API
Google Earth API позволява да се вграждат 3D Гугъл карти в собствени уеб страници посредством JavaScript. Приложно-програмният интерфейс на Google Земя предоставя определен брой функции за работа с тези карти (така както работи приложението Гугъл Земя, чрез които да се разглеждат сателитни изображения, аеро снимки, топографски и релефни карти на произволна Интернет страница.
Новата версия на Google Earth API поддържа KML tour playback, underwater KML features и някои други услуги.